# New Weird America
La expresión New Weird America tomó importancia a mitad de la década de los 2000 para aglutinar a músicos estadounidenses contemporáneos de folk, folk-rock y acid folk. 
Este término habría sido creado por David Keenan en la edición de agosto de 2003 de la revista The Wire después de la realización del 'Brattleboro Free Folk Festival' y se trata de un juego de palabras sobre la frase de Greil Marcus "Old Weird America" tal como la usó en su libro Invisible Republic, mediante la cual aglutinaba a músicos folk incluidos en la Anthology of American Folk Music hasta la generación del renacimiento del folk estadounidense que incluyó a músicos como Bob Dylan, Joan Báez y Phil Ochs.

## Cantantes
Los principales músicos asociados con el término son el estadounidense-venezolano Devendra Banhart, Grimes, Joanna Newsom, CocoRosie, Animal Collective, The Dodos, y Six Organs of Admittance entre otros incluidos en el álbum compilatorio The Golden Apples of the Sun.

## Influencias
Las principales influencias en estos músicos son artistas de folk-rock y acid folk de décadas pasadas como Tim Buckley, Vashti Bunyan, Incredible String Band y Donovan, la música marginal (The Shaggs, Daniel Johnston, Jandek), el tropicalismo de Caetano Veloso, el rock psicodélico y la música avant-garde especialmente en el caso de CocoRosie y Animal Collective.